# GNU readline
GNU Readline – biblioteka programistyczna, stworzona i rozwijana przez Projekt GNU na licencji GPL, dającą możliwość korzystania z takich funkcji jak:
- pełna edycja linii poleceń
- edycja i przeszukiwanie historii
- dopełnianie nazw i adresów (ang. command line completion)

Stosowana jest w programach takich jak bash i innych stosujących linię poleceń.
Obecna wersja to 8.3 z dnia 3 lipca 2025 roku.